# Plagodis subprivata
Plagodis subprivata là một loài bướm đêm trong họ Geometridae.